# Yéssica Mouton
Yessica Mouton Gianella (sinh ngày 30 tháng 1 năm 1988) là một người mẫu và là nữ hoàng sắc đẹp người Bolivia, cô đã giành chiến thắng tại cuộc thi Hoa hậu Bolivia 2011, sau đó đại diện cho Bolivia tại cuộc thi Hoa hậu Hoàn vũ 2012.

## Cuộc sống cá nhân
Yéssica Mouton thông thạo tiếng Anh và tiếng Tây Ban Nha. Cô theo học ngành Quan hệ công chúng ở Nur. Cô đã tham gia tranh tài ở các cuộc thi từ khi còn nhỏ. Yessica Mouton trở thành "Goddess of Fortune" Bingo Bahiti 2010, sau khi vượt qua 14 ứng cử viên trong thành phố.

## Hoa hậu Bolivia 2011
Yéssica Mouton với tư cách là Hoa hậu Litoral 2011, đã giành chiến thắng tại cuộc thi Hoa hậu Hoàn vũ Bolivia 2011 vào ngày 30 tháng 6  tại Siriono, Fexpo ở Santa Cruz. Cô cũng giành được giải thưởng khác là Hoa hậu Ảnh. Yéssica nói, "Tôi muốn đại diện cho đất nước của chúng tôi ở quốc tế để thể hiện vẻ đẹp đa dạng của Bolivia, một đất nước hăng say lao động với những con người sáng tạo".

## Hoa hậu Hoàn vũ 2012
Yéssica Mouton là đại diện của Bolivia tại cuộc thi Hoa hậu Hoàn vũ 2012 được tổ chức tại Las Vegas, Hoa Kỳ nhưng không lọt vào bán kết.

## Đời tư
Mouton kết hôn với Gerson Guiteras vào năm 2013, cặp đôi này có con đầu lòng vào năm 2014.